# Buddhizmus Iránban

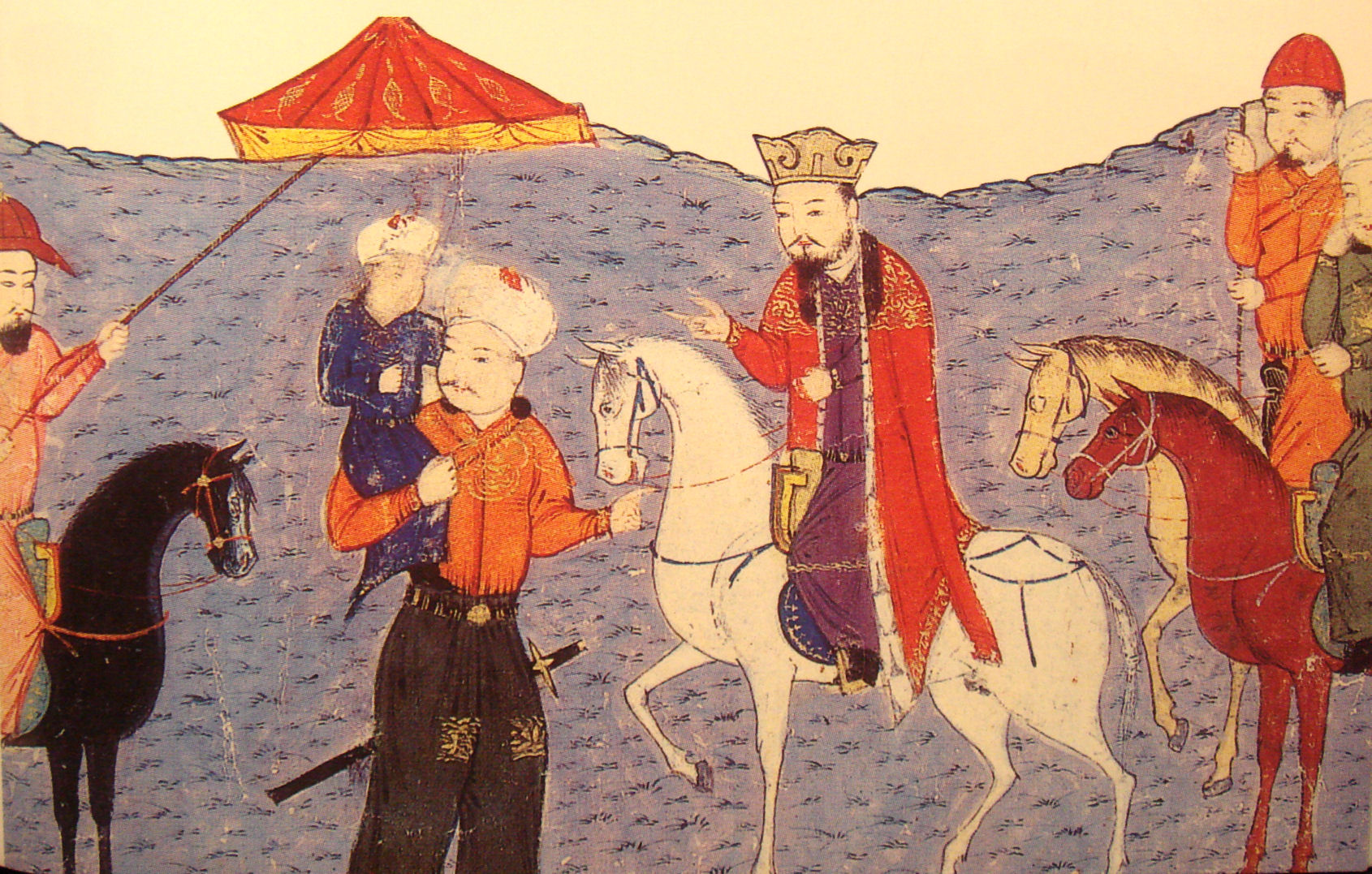
Argún és Abáká mongol uralkodók buddhisták voltak – Rashíd-al-Dín Hamadani, 14. századi iráni államférfi által írt Egyetemes történelem című könyvben

A buddhizmus Iránban az i. e. 5-6. századra nyúlik vissza, a történelmi Buddha (Gautama, Gótama, Sakjamuni, Sziddhártha stb.) Egy páli nyelvű legenda szerint a buddhizmust legelőször egy Baktriából (a mai Afganisztán) származó kereskedő testvérpár hozta el Balkh ősi városba.
A 2. századi Pártusok aktívan terjesztették a buddhizmust Kínában, mint például An Sikao. A buddhista irodalmak korai fordítói Kínában és a mai Iránnal kapcsolatba állítható országokban is a pártusok voltak.
Az iráni alkotmányban az iszlám mellett a keresztény, a zsidó hit és a zoroasztrizmus hivatalosan is elismert, azonban az is szerepel benne, hogy minden nem-muzulmán jogait tiszteletben kell tartani.

## Története

### Az iszlám előtt
A Perzsa Birodalom egyes részein néhány évszázad alatt elterjedt a buddhizmus az indiai megjelenését követően. A Maurja Birodalom segített elterjeszteni a buddhizmust a mai modern Irán teljes területén. Nagy számban küldtek szét buddhista hittérítőket, hogy terjesszék Buddha tanításait és a kelet-iráni Horászán tartományban még hivatalos vallássá is vált.
Perzsiában különféle nyelvek, vallások és kultúrák léteztek egymás mellett. A buddhizmus ezekkel érintkezve és keveredve fejlődött és vett fel helyi jellegzetességeket. A hanyatlás előtt egymás mellett létezett a buddhizmus, a sámánizmus, a zoroasztrizmus, a kereszténység és később az iszlám. Bizonyos fokú szinkretizmusra is akadnak bizonyítékok a buddhizmus és a manicheizmus között, amely az egyik legnagyobb iráni eredetű gnosztikus vallás a 3. századból.
A Szászánida Birodalom idején a zoroasztrizmus vált államvallássá és üldözték a buddhistákat az egész térségben. Ekkor rengeteg buddhista helyszínt égettek fel. Azok a buddhista helyszínek, amelyek valahogyan mégis átvészelték ezt az időszakot, az 5. században a heftaliták (fehér hunok) fosztogatásai jelentették a véget.

### Az arab hadjárat és az azt követő hanyatlás
A 7. század közepén, az arab hódítás előtt a kelet-iráni területek legnagyobb része buddhista volt. Afganisztánban ma is rengeteg buddhista helyszínt találni és akadnak helyszínek Türkmenisztánban, Üzbegisztánban, Tádzsikisztánban és Iránban is. Az arab hódítás okozta a kelet-iráni és afganisztáni buddhizmus végét, jóllehet egyes helyszínek (például a buddha-szobrok a Bámiján völgyben) túlélték egészen a 8-9. századig.
Gázán ilhán mongol uralkodó, aki fiatal korában buddhista oktatásban részesült, áttért az iszlám hitre 1310-ben, amelyet az ilhánok államvallásává tett. Betiltotta a buddhizmus gyakorlását, de engedte, hogy a szerzetesek elvándoroljanak szomszédos buddhista területekre.

### Jelenleg
Az elmúlt években az iráni emberek közül egyre többen érdeklődnek a buddhizmus iránt. Szohrab Szezpehri néhány költeménye buddhista hatást mutat, valamint a kortárs Ahmad Samlu lefordított perzsa nyelvre egy haiku költeményes könyvet.
Iránról köztudott, hogy régóta küzd a nyugati befolyást megtestesítő tárgyak és a Keletről származó jelképek ellen. A hatóságok elkobozzák a Buddha-szobrokat a teheráni üzletekből, hogy megállítsák a buddhizmus terjedését az országban.

## További olvasmányok
- Mostafa Vaziri. Buddhism in Iran: An Anthropological Approach to Traces and Influences. Palgrave Macmillan (2012. március 17.)